# Фергус I
Фергюс I (также Фергус Великий и Фергус мак Эрк; гэльск. Fergus Mòr, Fergus mac Eirc, около 434—501) — король Дал Риады с 498 по 501 год.
В Шотландии времён Средневековья и Возрождения короли возводили своё происхождение именно к Фергюсу Великому, который считался историческим основателем страны.
Преемником Фергюса I был его сын Домангарт I.